# Pescopagano (Mondragone)
Pescopagano è una localita  tra i comuni di Mondragone e Castel Volturno della provincia di Caserta in Campania. Ha 581 abitanti secondo le stime del 2021 e si trova sul litorale domitio.

## Geografia fisica

### Territorio
Il terreno intorno a Pescopagano è in gran parte pianeggiante, ma al nord diventa collinare. A 12,3 km a nord di Pescopagano si trova il Monte Massico alto 813 metri. La densità della popolazione è 343 persone per chilometro quadrato.
La città più grande vicina è Castel Volturno, situata a 2,9 km a sud-est di Pescopagano. Il suo territorio costiero è compreso nel Golfo di Gaeta.

### Clima
Il clima è un clima caldo estivo mediterraneo (Csa) secondo la classificazione Köppen. La temperatura media annuale è di 17 °C. Il mese più caldo, è luglio dove la temperatura media è di 30 °C, invece il mese più freddo è gennaio con 6 °C. Le precipitazioni medie sono di 1.263 millimetri all'anno. Il mese di novembre è il più piovoso, con 177 millimetri di pioggia, e il più secco è agosto, con 32 millimetri.
| Pescopagano         | Mesi | Mesi | Mesi | Mesi | Mesi | Mesi | Mesi | Mesi | Mesi | Mesi | Mesi | Mesi | Stagioni | Stagioni | Stagioni | Stagioni | Anno  |
| Pescopagano         | Gen  | Feb  | Mar  | Apr  | Mag  | Giu  | Lug  | Ago  | Set  | Ott  | Nov  | Dic  | Inv      | Pri      | Est      | Aut      | Anno  |
| ------------------- | ---- | ---- | ---- | ---- | ---- | ---- | ---- | ---- | ---- | ---- | ---- | ---- | -------- | -------- | -------- | -------- | ----- |
| T. max. media (°C)  | 9    | 11   | 17   | 20   | 25   | 32   | 36   | 35   | 30   | 19   | 17   | 14   | 11,3     | 20,7     | 34,3     | 22       | 22,1  |
| T. min. media (°C)  | 4    | 4    | 8    | 9    | 14   | 18   | 23   | 20   | 17   | 12   | 9    | 4    | 4        | 10,3     | 20,3     | 12,7     | 11,8  |
| Precipitazioni (mm) | 148  | 161  | 94   | 111  | 81   | 58   | 52   | 32   | 90   | 101  | 177  | 158  | 467      | 286      | 142      | 368      | 1 263 |

## Storia
Il 24 aprile 1990, qui avvenne la strage di Pescopagano.